# Фані (циклон)
Циклон «Фані» (англ. Cyclone Fani) — найсильніший тропічний циклон, який обрушився на індійський штат Одіша з часів циклону Одіша 1999 року. Його змінив циклон Ампан у 2020 році, який завдав більших загальних збитків.
Перед виходом Фані на сушу влада в Індії та Бангладеш перемістила щонайменше по мільйону людей із районів у межах проектованого шляху Фані на височину та в укриття від циклонів, що, як вважають, зменшило кількість загиблих і жертв. Циклон вбив щонайменше 89 людей у східній Індії та Бангладеш і завдала шкоди приблизно на 8,1 мільярда доларів США як в Індії, так і в Бангладеш, переважно в Одіші, Індія.

## Метеорологічна історія

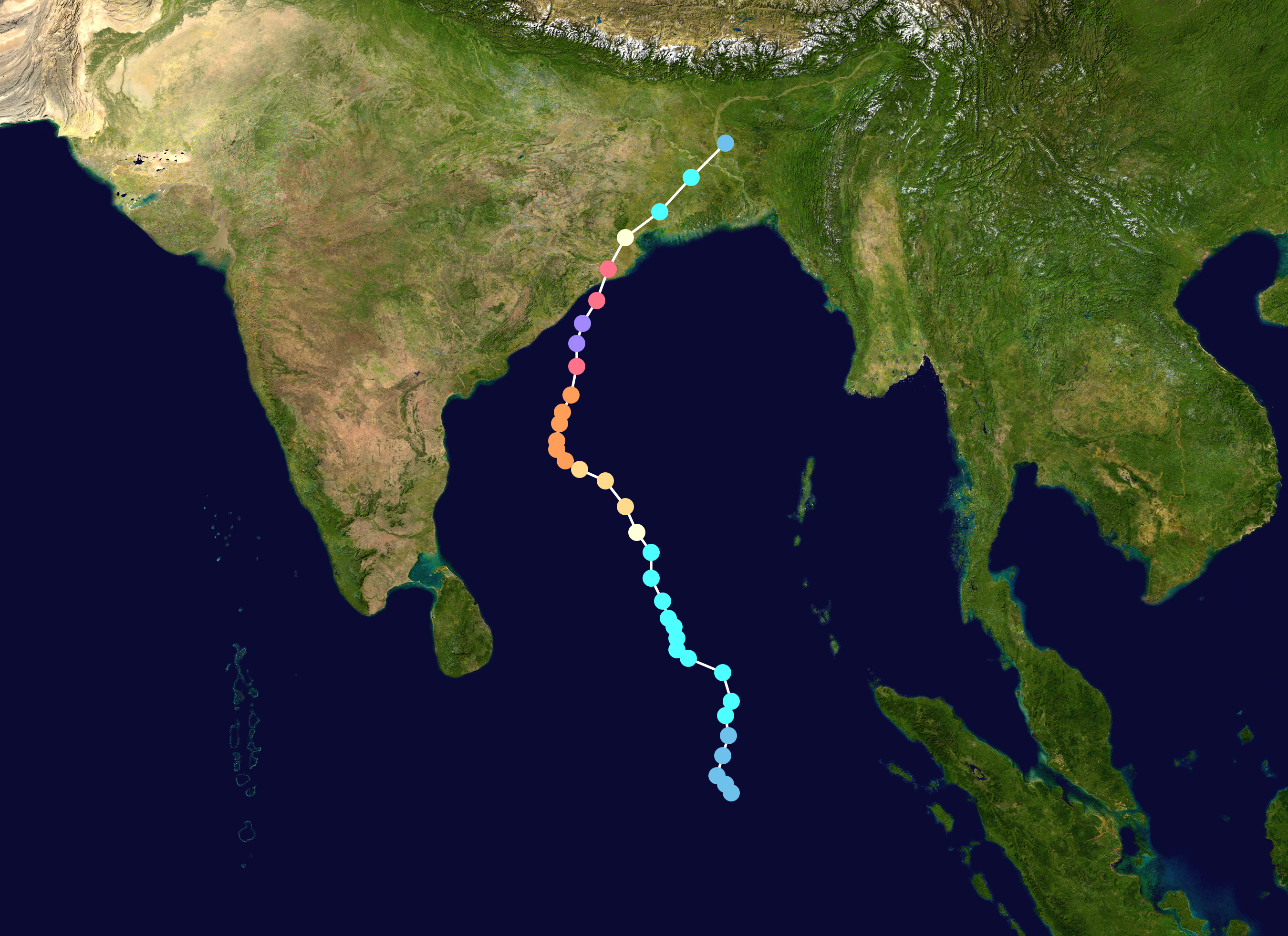
Карта шляху і інтенсивності Циклону Фані

IMD почало відстежувати депресію, розташовану на захід від Суматри, 26 квітня, класифікувавши її як BOB 02. Пізніше того ж дня Об’єднаний центр попередження про тайфуни (JTWC) опублікував у системі попередження про формування тропічного циклону. Згодом шторм повільно посилювквся, рухаючись на північ, і о 00:00 UTC 27 квітня перейшов у глибоку депресію. У той же час JTWC почав попереджати систему, позначивши її як 01B. Через шість годин IMD оновило систему до циклонічного шторму та дало їй назву Фані.
Система продовжувала посилюватися до 18:00 UTC 27 квітня, після чого вона застоювалася більше доби, оскільки конвекція навколо центру шторму зростала і слабшала. Фані відновив посилення близько 12:00 UTC, а IMD кваліфікував його до сильного циклонічного шторму. У той час Фані почався період швидкої інтенсифікації, оскільки він знаходився в дуже сприятливому середовищі з температурою поверхні моря 30–31 °C (86–88 °F) і низьким вертикальним зсувом вітру. У результаті пізно ввечері 29 квітня JTWC підвищив клас Фані до 1 категорії за шкалою Саффіра-Сімпсона. Близько 00:00 UTC 30 квітня IMD оцінила Фані як дуже сильний циклонічний шторм. Організація системи продовжувала вдосконалюватися, з щільною спіраллю, що загорталася в формоутворюючу функцію ока, в результаті чого IMD близько 12:00 за UTC кваліфікувала Фані як надзвичайно сильний циклонічний шторм.  Через кілька годин JTWC підвищив рівень шторму до циклону 3 категорії. Розробка йшла повільніше протягом наступних днів, з невеликими покращеннями в супутниковій презентації системи. 2 травня, однак, у центрі щільна хмарністьстав більш симетричним, а око більш чітким, і Фані було підвищено до циклону 4 категорії за JTWC о 06:00 UTC. Незабаром після цього Фані почав ще один період швидкої інтенсифікації, досягнувши 1-хвилинного стійкого вітру 280 км/год (175 миль/год), що еквівалентно урагану  5 категорії, згідно з JTWC, перевершивши циклон Гону як найсильніший шторм за всю історію спостережень на півночі Індійського океану за тривалістю 1-хвилинного вітру. Оперативно JTWC класифікував систему як висококласний тропічний циклон 4 категорії з 1-хвилинним стійким вітром 250 км/год (155 миль/год), але підвищив свою оцінку в післясезонному повторному аналізі.
Фані швидко слабшав після піку інтенсивності. О 8:00 ранку за IST (02:30 UTC) 3 травня Фані вийшов на сушу поблизу Пурі, Одіша, як надзвичайно сильний циклонічний шторм із 3-хвилинним постійним вітром 185 км/год (115 миль/год) і 1-хвилинним постійним вітром 230 км/год (145 миль/год) згідно з записом IBTrACS. Це зробило Фані найсильнішим штормом, який досяг берега в індійському штаті Одіша з часів циклону Одіша 1999 року. Взаємодія землі швидко погіршила конвективну структуру Фані; і незабаром після виходу на сушу він ослаб до тропічного циклону, еквівалентного 1 категорії. Фані продовжував слабшати після виходу на сушу, ослабши до циклонічного шторму пізніше того ж дня перш ніж пройти на північ від Калькутти. 4 травня циклон ослаб до глибокої депресії та перемістився в Бангладеш, перед тим, як знизитися до мінімуму пізніше того ж дня. 5 травня залишковий мінімум розсіявся над Бутаном.

## Підготовка

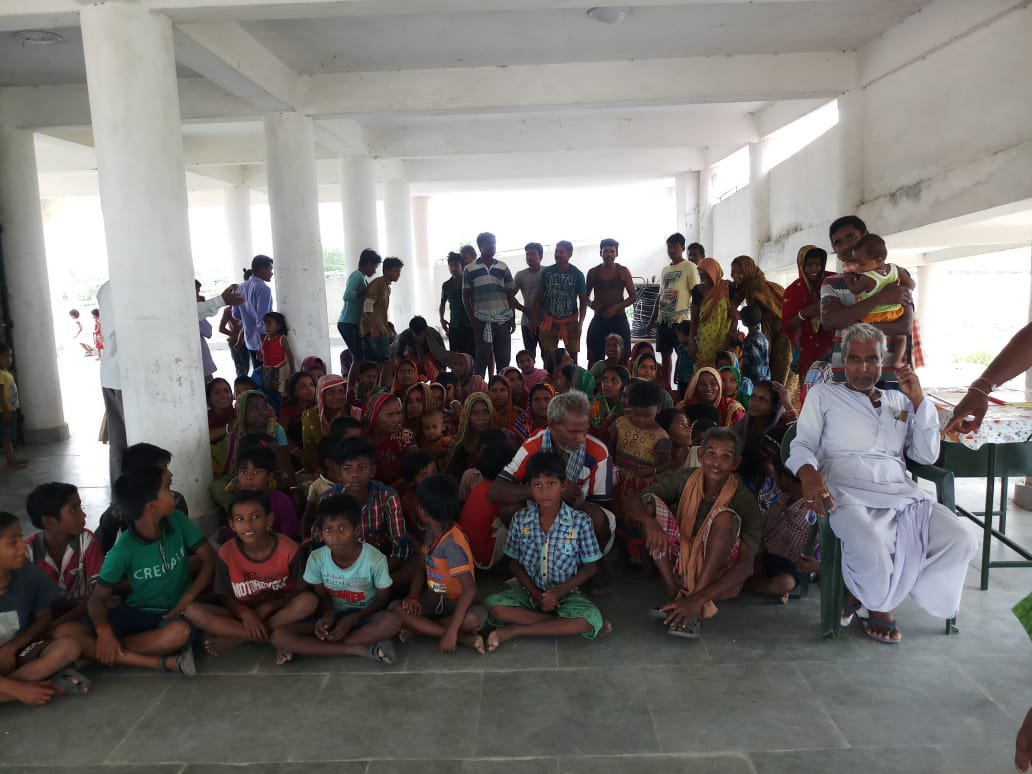
Евакуйовані в притулку в Басудевпур Бхадрак

Індійський метеорологічний департамент відстежив шторм і випустив численні попередження для більшої частини південно-східної частини Індії, коли циклон почав посилюватися. Готуючись до наслідків шторму, уряд штату Одіша та агентство OSDMA евакуювали понад 1,2 мільйона жителів із прибережних районів і перемістили їх в укриття, побудовані за кілька кілометрів углиб країни. Влада залучила до цих зусиль близько тисячі працівників екстрених служб і 43 000 волонтерів. Він розіслав 2,6 мільйона текстових повідомлень, щоб попередити про шторм, на додаток до використання телебачення, сирен і систем оповіщення для передачі повідомлення. Близько 7000 кухонь працювали для харчування евакуйованих у 9000 укриттях від штормів.
Військово-морські сили Індії підготували кораблі та літаки на авіабазах Аракконам і Вісакхапатнам, щоб підготуватися до ліквідації наслідків шторму та допомогти в розвідувальних, рятувальних операціях. З цією метою уряд Одіші запропонував «300 моторних катерів, два гелікоптери та багато ланцюгових пил для рубання повалених дерев».
Влада Бангладешу також наказала відкрити притулки в 19 прибережних районах. Військово-морські сили Бангладеш розгорнули 32 кораблі для надання екстреної та медичної допомоги прибережним районам у разі будь-яких надзвичайних ситуацій. Понад 1,2 мільйона людей було евакуйовано в Бангладеш і переміщено до сховищ у прибережних районах.

## Наслідки

### Одіша
Приблизно 72 людини були вбиті Фані в Індії; 64 в Одіші, В Одіші 14-річний підліток загинув від удару дерева, що впало. Одна жінка загинула, коли її влучили уламки, а інша померла від серцевого нападу, перебуваючи в укритті від циклону. Циклон негативно вплинув на електропостачання та телекомунікації в кількох прибережних районах Одіші та, меншою мірою, Західної Бенгалії. Найбільше постраждали райони Пурі та Кхурда в Одіші.  Храм Джаганнатха в Пурі зазнав незначних пошкоджень, вартість ремонту оцінюється в 51 мільйон рупій (738 000 доларів США). Університет KIIT також зазнав збитків на суму близько 300 мільйонів рупій (4,3 мільйона доларів США).Загальний збиток в Одіші оцінюється в 120 мільярдів рупій (1,74 мільярда доларів США), в основному це пошкодження майна та надання допомоги. Після циклону Одіша потребувала 170 мільярдів рупій (2,46 мільярда доларів США) для відновлення інфраструктури. Прем’єр-міністр Індії Нарендра Моді оголосив, що уряд виділив понад 10 мільярдів рупій (145 мільйонів доларів США) для штатів, які постраждали від Фані. Було також масове спустошення навколишнього середовища.

### Андгра-Прадеш
Незважаючи на те, що в Андгра-Прадеш не було смертельних випадків, в районах Шрікакулам і Візіанаґарам повідомили про економічні збитки на суму 586,2 млн рупій (8,5 млн доларів США). Південно–центральна залізниця також зазнала збитків на суму близько 29,8 мільйонів рупій (432 000 доларів США).

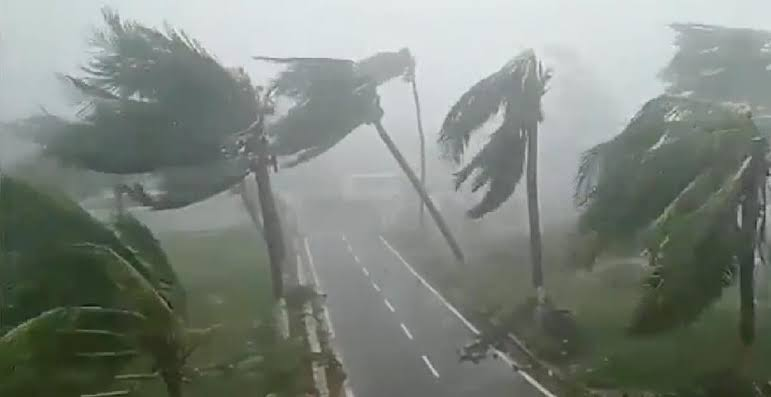
Дерева під сильним вітром в Одіші під час циклону Фані

### Бангладеш
Фані вбив 17 людей у десяти районах Бангладеш. У районі Багерхат жінка загинула після того, як її вдарило дерево, що впало, а 7 із них загинули від удару блискавки у двох районах Бангладеш. Циклон також знищив близько 63 000 га (160 000 акрів) сільськогосподарських угідь у 35 районах країни, сільськогосподарські втрати склали 385 мільйонів євро (4,6 мільйона доларів США). Загальний збиток у Бангладеш склав до ৳5,37 млрд (63,6 млн доларів США).
Уряд Бангладеш роздав рис, сушені продукти та 19,7 мільйонів доларів (234 000 доларів США) тим, хто постраждав від циклону Фані.